# 利布霍瓦
49°26′53″N 22°48′25″E / 49.44806°N 22.80694°E
利布霍瓦（烏克蘭語：Лібухова），是烏克蘭西部的村莊，隸屬利維夫州的桑比爾區。該村始建於1415年，面積2.39平方公里，海拔高度479米，2001年人口306，人口密度每平方公里128.03人。